# Спартак (футбольный клуб, Черновцы)
«Спартак» — советский футбольный клуб из Черновцов. Основан в 1940 году. Вместе с черновицким «Динамо» считается одним из первых профессиональных клубов (командой мастеров) города Черновцы с приходом советской власти.

## История
Футбольная команда принимала участие в различных соревнованиях еще в 1940-х годах. Последний раз упоминается в 1960 году, когда играла переходные матчи с черновицким «Авангардом» за право выступать в классе «Б».

## Достижения
Чемпионат Черновицкой области
- Чемпион (2): 1941, 1946

## Статистика выступлений
Проведённые сезоны в чемпионатах:
 Третья группа (вторая лига СССР)
 КФК (чемпионат УССР)
 *: Зональный этап
Проведённые сезоны в кубках:
 Кубок УССР
 Кубок УССР (любители)